# جورج بيلامي
جورج بيلامي (بالإنجليزية: George Bellamy)‏ هو عازف قيثارة وموسيقي بريطاني، ولد في 8 أكتوبر 1941 في سندرلاند في المملكة المتحدة.

## وصلات خارجية
- جورج بيلامي على موقع ميوزك برينز (الإنجليزية)
- جورج بيلامي على موقع أول ميوزيك (الإنجليزية)
- جورج بيلامي على موقع ديسكوغز (الإنجليزية)